# اوگوست مارتن ژولین بریکتو
اوگوست مارتن ژولین بریکتو (۱۸۷۳- ۱۹۳۰ م.) مستشرق بلژیکی. وی از سال ۱۹۰۰ م. به تدریس در دانشگاه لیژ پرداخت و مقارن زمان مرگش استاد زبان و تاریخ عبری، عربی، فارسی و ترکی در آن دانشگاه بود.
او پس از تحصیلات مقدماتی، در رشته فلسفه و ادبیات فارسی در دانشگاه بلژیک به ادامه تحصیل مشغول شد و در سال 1898 میلادی از آنجا فارغ التحصیل شد.
بریکتو در سال های 1903 و 1913 برای تکمیل پژوهش هایش به عثمانی و ایران سفر کرد. او شرح سفرش به ایران را تحت عنوان «سفر به ایران، به کشور شیر و خورشید» نوشته است.